# Chinesisch-amerikanische Literatur

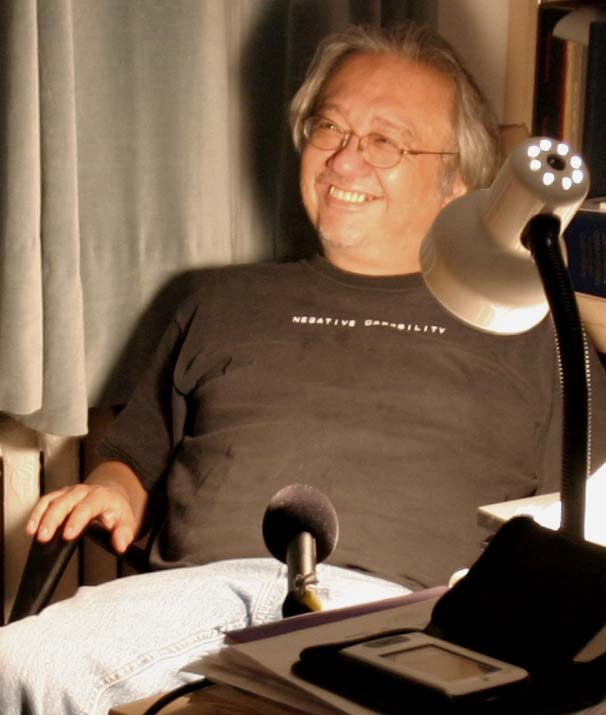
Der Dichter John Yau. Der mehrfache Literaturpreisträger wurde als Sohn chinesischer Einwanderer 1950 in Massachusetts geboren.

Die chinesisch-amerikanische Literatur ist diejenige Literatur, die chinesische und chinesischstämmige Autoren in den Vereinigten Staaten oder für den Literaturmarkt der Vereinigten Staaten geschrieben haben. Obwohl vereinzelte Werke bereits im 19. Jahrhundert nachgewiesen werden können, etablierte sich die chinesisch-amerikanische Literatur erst um die Mitte des 20. Jahrhunderts. Einen regen Aufschwung nahm sie im letzten Viertel des 20. Jahrhunderts mit Autoren wie Frank Chin, David Henry Hwang, Maxine Hong Kingston und Amy Tan. Von den interkulturellen Literaturen innerhalb der amerikanischen Literatur ist die chinesisch-amerikanische damit eine der jüngsten.
Oftmals werden der chinesisch-amerikanischen Literatur auch die Arbeiten von chinesischen Autoren zugerechnet, die – wie z. B. Bai Xianyong (Pai Hsien-yung) – in den USA leben, aber für den Buchmarkt der Volksrepublik China oder Taiwans schreiben.

## Hintergrund und Übersicht

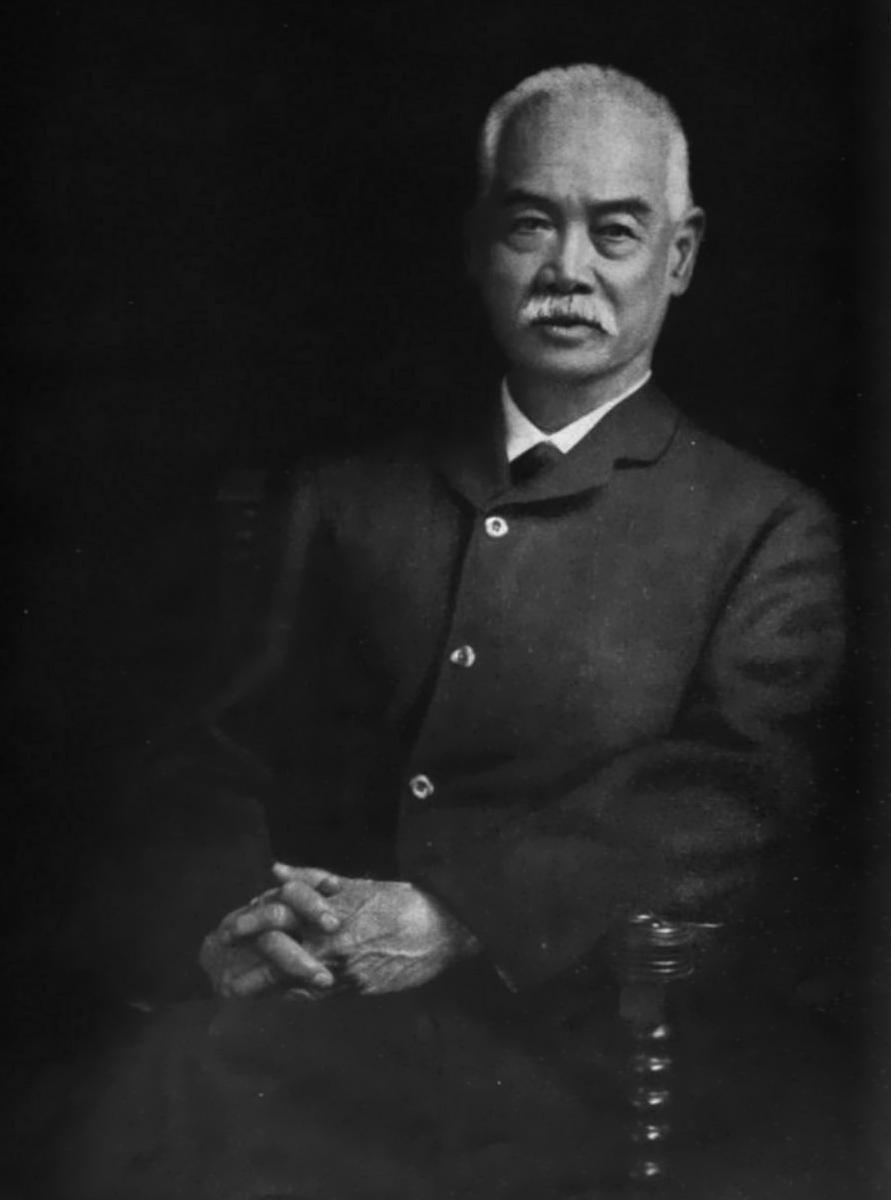
Yung Wing, Diplomat und Autor des Memoirenbandes My Life in China and America (1909). Foto aus dem Jahre 1910.

Die Geschichte der Chinesen in den Vereinigten Staaten begann Mitte des 19. Jahrhunderts mit der Aufnahme der chinesisch-amerikanischen Seehandelsbeziehungen und dem kalifornischen Goldrausch, der sich als mächtiger Pull-Faktor für eine Massenmigration aus der vom Zweiten Opiumkrieg und Taiping-Aufstand besonders belasteten Provinz Guangdong erwies. Die chinesischen Einwanderer waren in den USA unwillkommen und lebten meist unter äußerst schlechten Bedingungen; ihr literarisches Leben ist wenig dokumentiert. Die literaturwissenschaftliche Forschung befasst sich mit der frühen chinesisch-amerikanischen Literatur, die von mehrheitlich kantonesischen Autoren teils in chinesischer Schrift, teils in englischer Sprache geschrieben ist, erst seit kurzer Zeit. Das Textkorpus, das ihr dabei zur Verfügung steht, beschränkt sich bisher weitgehend auf die Arbeiten von Autoren, die einer kleinen kosmopolitischen Bildungselite angehörten und sozial weitaus besser gestellt waren als die Goldgräber, Eisenbahnarbeiter, Fischer, landwirtschaftlichen Saisonarbeiter, Wäscher und Köche, die die Mehrzahl der chinesischen Einwanderer bildeten. Nur vereinzelt haben Literaturwissenschaftler auch Gedichte und Lieder anonymer chinesischer Einwanderer gesammelt.
Die Lebenssituation der chinesischen Einwanderer war bis zur Mitte des 20. Jahrhunderts vom Chinese Exclusion Act geprägt, einem 1882 eingeführten US-Bundesgesetz, das die chinesische Einwanderung regelte, den Nachzug von Familienangehörigen abriegelte und dazu führte, dass die chinesisch-amerikanische Bevölkerungsgruppe eine weitgehend frauen- und kinderlose Junggesellengemeinschaft war, in der normalgesellschaftliche Strukturen und Institutionen wie z. B. Schulen oder Kulturorganisationen, wie sie für andere Einwanderergruppen eine Selbstverständlichkeit waren, kaum entstehen konnten. Zu den wenigen chinesischstämmigen Autoren, die in dieser Zeit für den amerikanischen Buchmarkt geschrieben haben, zählen die als Töchter einer chinesischen Mutter geborenen Schwestern Edith Maude Eaton alias Sui Sin Far (1865–1914) und Winnifred Eaton (1875–1954) alias Onoto Watanna, zwei Grenzgängerinnen, die ihr erwachsenes Leben teils in Kanada, teils in den USA verbracht haben.
Die Einreisebeschränkungen für chinesische Einwanderer wurden von 1943 bis 1965 nach und nach abgeschafft. Das demografische Ungleichgewicht innerhalb der chinesisch-amerikanischen Gemeinschaft wurde durch den Nachzug von Frauen und Kindern nach und nach ausgeglichen und die chinesischen Amerikaner etablierten sich innerhalb der multiethnischen amerikanischen Gesellschaft als eine normale Bevölkerungsgruppe. Bereits am Vorabend dieser Entwicklung entstand eine erste kleine chinesisch-amerikanische Literaturszene, die über die eigene ethnische Gemeinschaft hinaus allerdings noch kaum beachtet wurde. Ihre Protagonisten – Pardee Lowe, Lin Yutang, Helena Kuo, Hazel Ai Chun Lin und Diana Chang – schrieben fast ausschließlich in englischer Sprache, eine Gepflogenheit, die in der chinesisch-amerikanischen Literatur bis heute verbindlich geblieben ist, zumal ein Großteil der Nachfahren der Einwanderer nur noch schlecht chinesisch lesen kann.

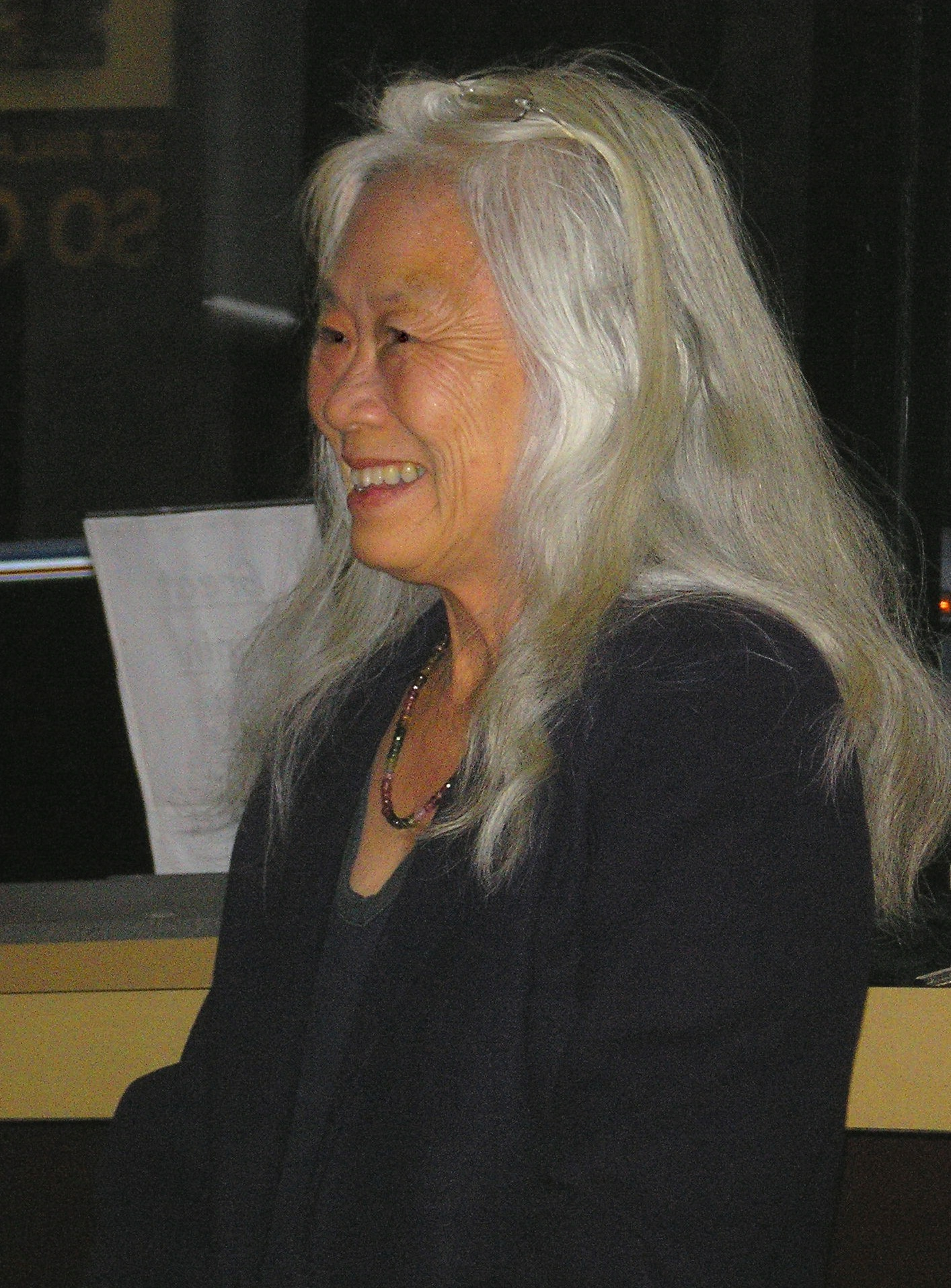
Die Schriftstellerin Maxine Hong Kingston. Foto aus dem Jahre 2006.

Mit dem Sieg der Kommunistischen Partei im chinesischen Bürgerkrieg und der Gründung der Volksrepublik China im Jahre 1949 entstand ein neuer Typus chinesischer USA-Migranten, der bis in die Gegenwart vorherrschend geblieben ist. Die Vereinigten Staaten wurden nämlich ein interessantes Ziel für chinesische Wissenschaftler und Intellektuelle, die im kommunistischen China keine ausreichenden Karrierechancen fanden; auch Tausende von hochbegabten jungen Leuten, die als Auslandsstudenten in die USA gekommen waren, kehrten nach 1949 nicht mehr in ihre Heimat zurück. Dieser Strukturwandel der chinesisch-amerikanischen Gemeinschaft fiel zusammen mit der Entstehung der amerikanischen Bürgerrechtsbewegung, die zu einer Verbesserung der Lebensbedingungen, des gesellschaftlichen Ansehens und des Selbstbewusstseins nicht nur der Afroamerikaner, sondern aller sichtbaren ethnischen Minderheiten führte. In den 1950er Jahren wurden chinesisch-amerikanische Autoren erstmals nicht nur innerhalb der chinesisch-amerikanischen Gemeinschaft, sondern weit darüber hinaus wahrgenommen, darunter Jade Snow Wong, die 1950 ihren ersten Memoirenband veröffentlichte, und Chin Yang Lee, dessen Roman Flower Drum Song von Rodgers und Hammerstein 1958 zu einem populären Musical adaptiert wurde. Behindert wurde die Entfaltung des chinesisch-amerikanischen Literaturlebens in den 1950er Jahren andererseits von der Red-Scare-Hysterie der McCarthy-Ära; viele chinesisch-amerikanische Schriftsteller und Intellektuelle, die die politischen Entwicklungen in China begrüßten, wurden vorübergehend in den Untergrund gezwungen.
Rapide entfaltete die chinesisch-amerikanische Literatur sich erst in den 1970er Jahren. Frank Chin war in dieser Zeit der erste chinesisch-amerikanische Dramatiker, der ein Werk erfolgreich in ein New Yorker Theater brachte. Bald folgten David Henry Hwang und Elizabeth Wong. Als ein weiterer Meilenstein in der Entwicklung der asiatisch-amerikanischen Literatur gilt die Veröffentlichung des von Jeffery Paul Chan, Frank Chin, Lawson Fusao Inada und Shawn Wong herausgegebenen Sammelbandes Aiiieeeee! An Anthology of Asian American Writers (1974). Maxine Hong Kingston errang mit ihrem 1975 veröffentlichten Memoirenband The Woman Warrior den bedeutenden National Book Critics Circle Award. Amy Tan gewann mit ihrem Roman The Joy Luck Club (1989) u. a. einen National Book Award. Erfolgreiche chinesisch-amerikanische Autoren der jüngeren Zeit sind Gish Jen, Shirley Geok-lin Lim und Sandra Tsin Loh.

## Gattungen, Genres und Themen
Der Heterogenität ihrer Autorenschaft entsprechend, weist die chinesisch-amerikanische Literatur eine erhebliche thematische Bandbreite auf. Chinesisch-amerikanische Autoren sind heute in allen Genres, die auf dem amerikanischen Buchmarkt nachgefragt sind, vertreten und schreiben z. B. Kriminal-, Science-Fiction-, Fantasy- oder homosexuelle Romane. Einige Themen sind jedoch für die chinesisch-amerikanische Literatur spezifisch und kehren immer wieder: die chinesisch-amerikanische Migrationserfahrung, die Schwierigkeiten der Assimilation in die Kultur und Gesellschaft der angloamerikanischen Mehrheit, die Auseinandersetzungen zwischen den (unterschiedlich stark assimilierten) Generationen und die Anstrengung um die Bewahrung und eventuell auch Wiederaneignung des chinesischen kulturellen Erbes.
Ihren Lesern gewährt diese Literatur Einblicke in das immer wieder sich wandelnde chinesisch-amerikanische Verhältnis und die gedankliche Konzeption, die die westliche Welt von China hat, sie zeigt aber auch den Westen, wie Chinesen ihn wahrnehmen.

### Autobiografien und Memoiren
Ein Ausgangspunkt der chinesisch-amerikanischen Literatur sind die Autobiografien und Memoiren, die chinesische Einwanderer und deren Nachkommen in den Vereinigten Staaten geschrieben und publiziert haben. Eine der frühesten bekannten Arbeiten in diesem Textkorpus ist das um 1887 veröffentlichte Erinnerungsbuch When I Was a Boy in China von Lee Yan Phou. 1909 folgte Yung Wings Bericht My Life in China and America. Lee und Yung waren Yale-Absolventen und zwei der ersten Chinesen, die in den USA einen Hochschulabschluss erwarben.
Bereits in den 1930er und 1940er Jahren gab es in der chinesisch-amerikanischen Gemeinschaft eine gebildete und kosmopolitische kleine Minderheit, die sich eine literarische Tätigkeit leisten konnte und der chinesisch-amerikanischen Memoirenliteratur zu einem ersten Aufschwung verhalf. Als der erste Chinese mit amerikanischer Staatsangehörigkeit, der ein Buch veröffentlicht hat, gilt Pardee Lowe, der 1904 in San Francisco geboren ist und als junger Mann in Stanford und Harvard studiert hat. In seiner 1937 publizierten Autobiografie Father and Glorious Descendant beschreibt Lowe das Verhältnis zu seinem geliebten und verehrten Vater, kritisiert aber auch die Diskriminierung, mit der chinesische Amerikaner damals konfrontiert sind.

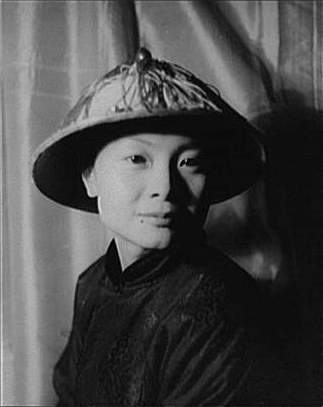
Die Autorin Mai-mai Sze (1910–1992). Fotografiert von Carl van Vechten im Jahre 1935.

1942 veröffentlichte die in Macau geborene Journalistin Helena Kuo ihre Autobiografie I've Come a Long Way. Kuo berichtet darin von den Schwierigkeiten, mit denen eine gebildete und moderne Frau, die eine Karriere verfolgt, sich sowohl in China als auch in westlichen Ländern noch auseinandersetzen muss. Mai-mai Sze, deren Autobiografie Echo of a Cry 1945 erschien, wuchs als Tochter eines chinesischen Botschafters in Großbritannien und den USA auf, studierte am Wellesley College und trat als Künstlerin vielseitig in Erscheinung. Ihr The Tao of Painting, ist eine Darstellung der chinesischen Malerei mit ihrer Übersetzung des Malereihandbuches des Senfkorngartens Weitere Beispiele für frühe chinesisch-amerikanische Autobiografien sind die Arbeiten des UC-Berkeley-Absolventen Monlin Chiang (Tides from the West, 1947) und der Ärztin Buwei Yang Chao (Autobiography of a Chinese Woman, 1948).
1950 erschien Jade Snow Wongs erfolgreiches Buch Fifth Chinese Daughter, das erstmals das Porträt einer Jugend im armen chinesisch-amerikanischen Handwerkermilieu lieferte. Wong war die Tochter des kinderreichen Betreibers einer kleinen Näherei, konnte als junge Frau allerdings studieren und wurde schließlich Kunsttöpferin. Fifth Chinese Daughter errang mehrere Literaturpreise und wurde in viele Sprachen übersetzt. Auf Deutsch erschien es 1954 unter dem Titel Ein Chinesenmädchen in Frisco. 1975 veröffentlichte Wong den Fortsetzungsband No Chinese Stranger.
In den 1950er Jahren erschien Daughter of Confucius (1952) von Su-ling Wong und Earl Herbert Cressy und Sold for Silver (1958) von Janet Lim. Große Beachtung fand die 1975 publizierte Autobiografie von Maxine Hong Kingston, The Woman Warrior: Memoirs of a Girlhood Among Ghosts, ein komplexes, feministisch inspiriertes Porträt von Chinesen, die in der Zeit der Gründung der Volksrepublik China in den Vereinigten Staaten leben. Das Buch vereint Autobiografisches mit alten chinesischen Volkssagen und errang einen National Book Critics Circle Award, löste aber auch eine Debatte über die Authentizität des chinesischen Kulturerbes in Kingstons Werk aus.
Katherine Wei veröffentlichte 1984 ihre Lebenserinnerungen Second Daughter: Growing Up in China, 1930–1949. Von 1986 bis 1991 erschien dann eine ganze Reihe von Autobiografien, deren Autoren mit der Kulturrevolution abrechneten und die im weiteren Sinne der „Narbenliteratur“ zuzurechnen sind: Leben und Tod in Shanghai (1986) von Nien Cheng, Legacies (1990) von Bette Bao Lord, Rote Azalee (Red Azalea, 1991) von Anchee Min und A Single Tear (1994) von Wu Ningkun und Li Yikai.
Arbeiten der jüngeren Zeit sind The Winged Seed (1995) von Li-Young Lee, Among the White Moon Faces (1996) von Shirley Geok-lin Lim, The Accidental Asian (1998) von Eric Liu, Fallende Blätter (1999, engl. Falling Leaves) von Adeline Yen Mah, A Woman Soldier’s Story (2001) von Xie Bingying, The Chopsticks-Fork Principle (2002) von Cathy Bao Bean, Yeh Yeh’s House (2004) von Evelina Chao, Chasing Hepburn (2004) von Gus Lee, Feather in the Storm (2006) von Emily Wu, The Eighth Promise (2007) von William Poy Lee und Return to the Middle Kingdom (2008) von Yuan-tsung Chen. Auch Amy Chuas „Erziehungsbuch“ Battle Hymn of the Tiger Mother (2011) kann dem autobiografischen Genre zugerechnet werden.

### Historische Romane
Viele Arbeiten chinesisch-amerikanischer Schriftsteller haben die Geschichte Chinas zum Hintergrund. In den historischen Romanen, deren Handlung in die Kaiserzeit fällt, geht es meist um Frauenschicksale, etwa in Die Lieblingsfrau seiner Exzellenz (engl. The Fabulous Concubine, 1956) von Hsin-hai Chang, House of Orchids (1960) von Hazel Lin, The Red Peony (1961) von Lin Yutang, in der für einen American Book Award nominierten Familiensaga Spring Moon (1981) von Bette Bao Lord, in Empire of Heaven (1990) von Linda Ching Sledge, in The Moon Pearl (2001) von Ruthanne Lum McCunn, in den beiden Romanen von Anchee Min über die Kaiserinwitwe Cixi – Die Kaiserin auf dem Drachenthron (engl. Empress Orchid, 2004) und Die letzte Kaiserin (The Last Empress, 2007) – sowie in zwei Büchern von Lisa See: Der Seidenfächer (engl. Snow Flower and the Secret Fan, 2005) und Eine himmlische Liebe (Peony in Love, 2007). Eine Ausnahme bildet z. B. Chin Yang Lees Roman The Second Son of Heaven, in dessen Mittelpunkt der Rebellenführer Hung Hsiu-ch'üan steht.
Zu den ambitioniertesten chinesisch-amerikanischen Geschichtsromanen zählt Freundesschwur (Middle Heart, 1996) von Bette Bao Lord, ein Buch, dessen Handlung in den 1930er Jahren beginnt, dann einen Bogen über das ganze 20. Jahrhundert hinweg spannt und erst beim Tian’anmen-Aufstand des Jahres 1989 endet.

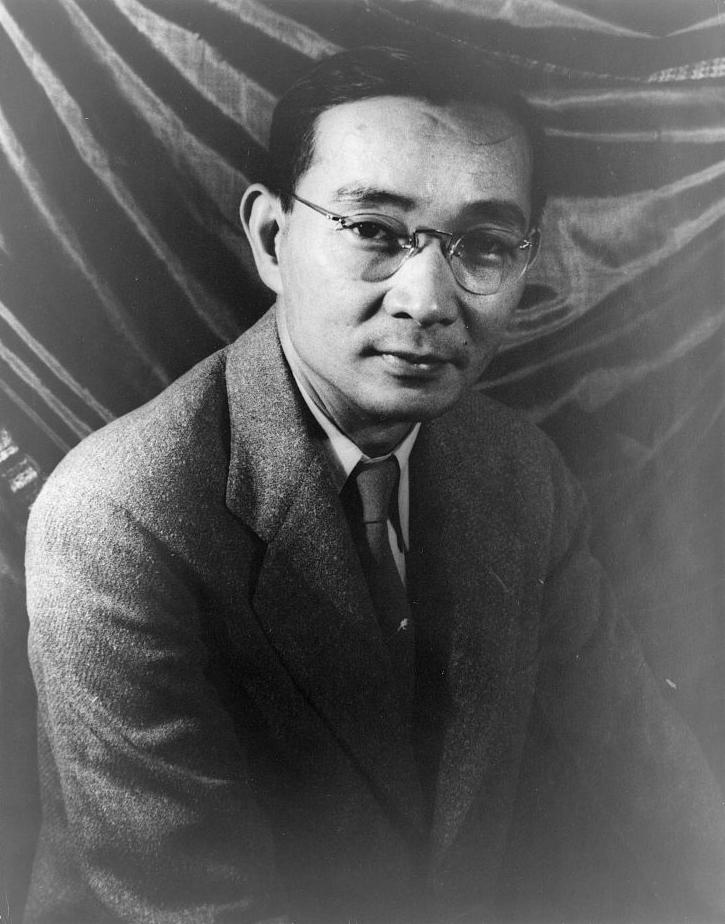
Der Schriftsteller und Erfinder Lin Yutang (1895–1976). Fotografiert von Carl Van Vechten im Jahre 1939.

In seinem 1939 veröffentlichten historischen Roman Moment in Peking deckt auch Lin Yutang einen großen Erzählzeitraum ab. Lin schildert darin die Ereignisse, die China im ersten Drittel des 20. Jahrhunderts geprägt haben: den Boxeraufstand, die Xinhai-Revolution, die Generalskriege, den Aufstieg der Kuomintang und der Kommunisten sowie die Ursprünge des Zweiten Japanisch-Chinesischen Krieges. Ein früher Apologet des chinesischen Kommunismus war der in der Literaturszene von Greenwich Village aktive Hsi Tseng Tsiang (H. T. Tsiang), der zu diesem Thema neben vielen Gedichten (einige 1932 vertont von Ruth Crawford Seeger) auch die Romane Red China (1931), The Hanging on Union Square (1931) und And China Has Hands (1937) beigetragen hat.
Ein weiteres wichtiges Thema im chinesisch-amerikanischen Geschichtsroman ist die japanische Besatzungszeit (1937–1945). Um diese für die Zeitgenossen traumatische Zeit geht es u. a. in A Leaf in the Storm (1942) von Lin Yutang, Westward to Chungking (1944) von Helena Kuo, The Frontiers of Love (1956) von Diana Chang und in jüngerer Zeit in Breaking the Tongue (2004) von Vyvyane Loh. Die 1979 von Zhang Ailing (Eileen Zhang) publizierte Novelle Lust, Caution um eine junge Chinesin, die einen Kollaborateur der japanischen Armee ausspionieren soll, erlangte Bekanntheit als Vorlage für Ang Lees Spielfilm Gefahr und Begierde (2007).
Geschichtsromane, die die Gründung und Frühzeit der Volksrepublik China zum Hauptthema haben oder gar feiern, gibt es in der chinesisch-amerikanischen Literatur kaum; unter den Menschen, die die Volksrepublik China in dieser Zeit in Richtung USA verließen, waren naturgemäß eher Dissidenten zu finden als Anhänger der KPCh. Ha Jin alias Jīn Xuěfēi, der als junger Mann Soldat der Volksbefreiungsarmee war, später aber in den USA studierte, von wo er nach dem Tian’anmen-Massaker (1989) nicht mehr zurückkehrte, hat eine Reihe mehrfach preisgekrönter Prosaarbeiten über das kommunistische China und besonders das Leben in der Volksbefreiungsarmee veröffentlicht, darunter den Erzählband Ocean of Words (1996) und die Romane In the Pond (1998) und War Trash (2004). Sein 1999 veröffentlichter Roman Waiting über einen chinesischen Armeearzt, den sein Pflichtbewusstsein zwingt, auf die Liebe seines Lebens zu verzichten, errang u. a. einen National Book Award.
Breiten Raum nimmt im chinesisch-amerikanischen Geschichtsroman die Zeit der Kulturrevolution (1966–1976) ein, in der Künstler und Intellektuelle im Rahmen des Klassenkampfes gegen den vermuteten inneren Feind systematisch verfolgt wurden. Um dieses Thema geht es u. a. in Fremder Teufel (1996, engl. Foreign Devil) von Wang Ping, in Ha Jins Erzählband Under the Red Flag (1997) und in zwei Romanen von Anchee Min: Madame Mao (2001, Becoming Madame Mao) und Wilder Ingwer (2002, Wild Ginger). Eine Dissidentengeschichte aus den späten 1960er Jahren erzählt Yiyun Li in ihrem Roman Die Sterblichen (2009, Vagrants) über eine junge Frau, die während der Kulturrevolution fanatische Rotgardistin ist, sich dann vom Kommunismus aber distanziert. Ebenfalls in der Zeit unmittelbar nach der Kulturrevolution ist die Handlung von Anchee Mins Debütroman Land meines Herzens (1995, engl. Katherine) angesiedelt. In dieser Geschichte geht es um die kulturelle Verwirrung, die in einer Sprachenschule in Shanghai entsteht, als dort eine amerikanische Gastlehrerin ihre Tätigkeit aufnimmt.
Über den Tian’anmen-Aufstand (1989) hat Ha Jin einen (The Crazed, 2002) und Alexander Kuo gleich zwei Romane geschrieben: Chinese Opera (2001) und Panda Diaries (2006). Das Leben im China der Gegenwart steht im Mittelpunkt von Kuos mit einem American Book Award ausgezeichneten Erzählband Lipstick and Other Stories, aber auch in den Romanen Unwalled City (2001) von Xu Xi und February Flowers (2007) von Fan Wu.

### Die chinesisch-amerikanische Erfahrung
Das zweite große Thema in der chinesisch-amerikanischen Literatur ist die Migrationserfahrung bzw. der von Migranten erlebte chinesisch-amerikanische Kulturgegensatz. Autobiografische und Romanliteratur sind hier oft unmittelbar benachbart. So hat Lisa See die Geschichte ihrer Familie, die 1867 aus China nach Kalifornien eingewandert ist, in epischer Breite, aber nicht-fiktional erzählt (Auf dem goldenen Berg/On Gold Mountain, 1995). Eine ähnliche Rekonstruktion hat Lani Ah Tye Farkas in seinem Buch Bury My Bones in America (1998) unternommen; die Geschichte seiner Familie beginnt 1852 im kalifornischen Goldrausch und wird dann bis zum Jahre 1996 forterzählt. Lan Samantha Chang hat zum selben Thema einen Roman vorgelegt; mit ihrer Familiensaga Inheritance (2004) erzählt sie eine Auswanderergeschichte, die in den 1910er Jahren in China beginnt und siebzig Jahre später in den USA endet.

#### Erzählungen
Die thematische Vielfalt innerhalb der Migrationsliteratur ist erheblich. Einen Eindruck von der Bandbreite vermitteln z. B. die Kurzgeschichten- und Erzählbände, mit denen viele chinesisch-amerikanische Autoren ihre Publikationslaufbahn begonnen haben, wie Mrs. Spring Fragrance (1912) von Edith Maude Eaton alias Sui Sin Far, The Chinaman Pacific and Frisco R.R. Co. (1988) von Frank Chin, Pangs of Love (1991, als New York Times Notable Book ausgezeichnet) von David Wong Louie, American Visa (1994) von Wang Ping, Hunger: A Novella and Stories (1998) von Lan Samantha Chang, Phoenix Eyes and Other Stories (2000; American Book Award) von Russell Leong, Troublemaker and Other Saints (2001) von Christina Chiu, A Thousand Years of Good Prayers (2005; Titelgeschichte verfilmt als Mr. Shi und der Gesang der Zikaden, 2007) von Yiyun Li, White Jade & Other Stories (2008) von Alexander Kuo und A Good Fall (2009) von Ha Jin.

#### Migrantenschicksale
Zu den wenigen Arbeiten, in denen die Ausreise aus China selbst im Mittelpunkt steht, zählt Lin Yutangs Roman The Flight of the Innocents (1966). Weitaus häufiger erzählt die chinesisch-amerikanische Literatur von den Schwierigkeiten der Einreise in die Vereinigten Staaten, den Vorurteilen und der Diskriminierung, der Chinesen in den USA ausgesetzt waren und sind, von der Herausforderung, chinesische Ideale und Traditionen mit der dominierenden Kultur der WASPs zu vereinbaren, und – immer wieder ganz zentral – von der Frage der kulturellen und der persönlichen Identität chinesischer Einwanderer und ihrer Nachkommen.
Obwohl die chinesische Einwanderung in Kalifornien begonnen hatte, formierte die chinesisch-amerikanische Literaturszene sich zunächst an der Ostküste. Literarisches Zentrum des Landes war bereits seit dem 19. Jahrhundert New York City. So haben die ersten großen chinesischen Einwandererromane ihren Schauplatz in der New Yorker Chinatown. Lin Yutangs Roman Chinatown Family (1948) erzählt beispielsweise von einer chinesischen Arbeiterfamilie, die im fremdenfeindlichen New York der 1930er und 1940er Jahre ihr Leben zu leben versucht. Louis Chu schildert in seinem Roman Eat a Bowl of Tea (1961) das Schicksal eines jungen chinesischen Paares, das sich in New York in einer Zeit niederlässt, in der die chinesische Community noch eine fast reine Junggesellengesellschaft ist. Judith Rascoe und Wayne Wang haben das Buch 1989 als Spielfilm adaptiert (Eine Tasse Tee für die Liebe). Eat a Bowl of Tea kann verglichen werden mit Evelina Chaos weniger bekannten Roman Gates of Grace (1987), in dem es ebenfalls um die Erfahrungen geht, die ein junges chinesisches Paar in New York kurz nach der Gründung der Volksrepublik China macht. Eine etwas andere Perspektive bietet der Roman Honor and Duty (1994) von Gus Lee über einen chinesischstämmigen Amerikaner, der am Vorabend des Vietnamkrieges an die Militärakademie in West Point geht und dort als Asiate allerhand unerwarteter Diskriminierung begegnet. Der Held von Ed Lins Roman Waylaid (2002) ist ein Zwölfjähriger, dessen Eltern, Einwanderer aus Taiwan, in einer Vorstadt von New Jersey ein heruntergekommenes Motel betreiben.
In Kalifornien, wo die chinesische Masseneinwanderung 1848 begonnen hatte, entstand eine Literatur, die diese Erfahrung widerspiegelte, erst spät. In Shanghai hatte der aus Kalifornien zurückgekehrte Kaufmann und Autor Ku Shehui bereits 1905 einen Roman über das Leiden der chinesischen Einwanderer in der Zeit des Chinese Exclusion Act veröffentlicht. Monfoon Leong war 1949 der erste Autor, der für amerikanische Leser über Chinesen in Kalifornien schrieb. Der Held seiner Erzählung New Year for Fong Wing ist ein chinesischer Arbeiter in San Francisco, der an seinem Leben verzweifelt, nachdem in zwei Weltkriegen all seine drei Söhne als amerikanische Soldaten sterben. Romane über das Schicksal chinesischer Einwanderer in Kalifornien erschienen erst in den 1990er Jahren. Der erste davon, China Boy (1991) von Gus Lee, handelt von einem jungen chinesischen Amerikaner im Ghetto von San Francisco, der den für seine Generation typischen Konflikt zwischen chinesischer Tradition und amerikanischer Moderne durchmacht, aber in keiner dieser beiden Welten willkommen ist. Eine besonders bittere Note gewinnt die Geschichte dadurch, dass der Held ein Heranwachsender ist, der wie alle Gleichaltrigen auf der Suche nach seiner persönlichen Identität ist. Trotz ähnlicher Konflikte ergeht es der Heldin in Jean Yee Longs Roman Luxuriantly Literate (2003) besser, weil sie in Kalifornien etwas findet, das ihr als Mädchen im China der 1920er Jahre nicht zugänglich gewesen wäre: eine Hochschulausbildung. Die beiden jungen Chinesinnen, von denen Lisa See in ihrem Roman Shanghai Girls (2009) erzählt, kommen dagegen deshalb nach Amerika, weil ihre Familien in Geldschwierigkeiten sind und in Los Angeles Bräutigame für sie gefunden haben.
Um den Konflikt zwischen den Kulturen geht es auch in Bone (1993) von Fae Myenne Ng. Der Titel verweist auf die sterblichen Überreste eines chinesischen Einwanderers, die nach seinem Tode nach China überführt werden sollen – ein Unternehmen, das am Ende scheitert, weil die Familie auseinandergerissen wird. Sowohl hier als auch in Steer Toward Rock (2008) schreibt Ng auch über die illegalen Wege, die Chinesen in der Zeit des Chinese Exclusion Act beschreiten mussten, wenn sie in die USA einreisen wollten, vor allem über so genannte „Papierväter“, d. h. Verwandtschaftsbeziehungen, die zwischen Einreisebewerbern und eingebürgerten Einwanderern fingiert wurden, um eine Familienzusammenführung vorzutäuschen.
Eine Geschichte aus der jüngeren Vergangenheit erzählt Ha Jin in seinem Roman A Free Life (2007). Auch darin geht es um die Herausforderungen des Einlebens, die Hauptfiguren – ein junges Ehepaar – sind Studenten, die nach ihrer Ausbildung eigentlich nach China hatten zurückkehren wollen, in den USA aber von den Nachrichten über das Tian’anmen-Massaker überrascht werden und von diesem Zeitpunkt an sowohl sich selbst als auch ihr Herkunftsland als so verändert empfinden, dass sie zu bleiben beschließen. Einen Blick in den Lifestyle moderner chinesischer Amerikaner in den Vorstädten von Los Angeles gewährt Sandra Tsing Loh in ihrem 2001 veröffentlichten Bericht A Year in Van Nuys.
Etwas aus der Reihe fallen die Arbeiten von Eleanor Wong Telemaque, die in einer Kleinstadt in Minnesota aufwuchs, wo es außer ihrer Familie kaum Chinesen gab. Im Mittelpunkt ihres Romans It’s Crazy to Stay Chinese in Minnesota (1978) steht eine junge chinesische Amerikanerin, die im Familienrestaurant ihrer Eltern aushilft und als Kleinstadt-Außenseiterin wenig Hoffnung hat, diese beschränkte Welt irgendwann zu verlassen. Autobiografische Elemente hat auch ihr jüngstes Buch, The Sammy Wong Files: Confessions of a Chinese American Terrorist (2007), in dem es unter anderem um die Erlebnisse chinesischer Amerikaner während der Kommunistenjagd in der McCarthy-Ära geht. Einen Blick in den Lifestyle moderner chinesischer Amerikaner in den Vorstädten von Los Angeles gewährt dagegen Sandra Tsing Loh in ihrem 2001 veröffentlichten Bericht A Year in Van Nuys.

#### Chinesische Tradition und amerikanische Moderne
Gelegentlich – etwa in The Eavesdropper (1959) von Lin Tai-yi – geht es im chinesisch-amerikanischen Roman um die Zerrissenheit der Einwanderer, die sich China ebenso verbunden fühlen wie ihrer Wahlheimat USA, aber immer wieder gezwungen werden, sich mit ihrer Loyalität nur auf eines dieser beiden Länder festzulegen. Ein weitaus häufiger behandeltes Thema ist der Umgang der chinesischen Amerikaner mit dem Gegensatz zwischen der chinesischen Tradition und der WASP-Kultur. So berichtet Monfoon Leong in seiner postum veröffentlichten Erzählung Son Number One (1975) von einem jungen chinesischen Amerikaner, der als erstgeborener Sohn nach dem Tod seines Vaters dessen Rolle übernehmen soll, aber lieber für seine eigene Zukunft sorgen und zur Schule gehen möchte. Im Mittelpunkt des Romans Typical American (1991) von Gish Jen steht ein junger Mann, der als Student in die USA kommt und sich dort zunächst vornimmt, niemals von der ethischen Grundhaltung, mit der er in China aufgewachsen ist, abzurücken. In demselben Maße, in dem er der Faszination des American Dream erliegt und Wohlstand zu erlangen hofft, opfert er diese Werte jedoch und wird so „typisch amerikanisch“, wie es einmal seinem schlimmsten Feindbild entsprochen hatte.

#### Generationenkonflikte
Ein klassischer Konfliktstoff in chinesisch-amerikanischen Familien ist die unterschiedlich fortgeschrittene kulturelle Anpassung der Generationen. Exemplarisch behandelt Marilyn Chin dieses Thema in ihrem Roman Revenge of the Mooncake Vixen (2009) über zwei junge chinesische Amerikanerinnen, Schwestern, die für das Familienrestaurant ihrer Großmutter, einer traditionellen chinesischen Matriarchin, Essen ausliefern und sich, während sie heranwachsen, nach und nach in moderne westliche Frauen verwandeln. Zu den frühesten literarischen Arbeiten, in denen der chinesisch-amerikanische Generationenkonflikt behandelt worden ist, zählt The Flower Drum Song (1957), ein Roman von C. Y. Lee, den Rodgers und Hammerstein bereits im Jahr nach seinem Erscheinen als Musical adaptiert haben. International bekannt wurde der Stoff durch Henry Kosters Spielfilmadaption mit James Shigeta, Miyoshi Umeki und Nancy Kwan (Mandelaugen und Lotosblüten, 1961). Es geht darin um junge chinesische Amerikaner, die sich zwischen arrangierten Ehen und moderner Partnerwahl entscheiden müssen und dabei mit ihren noch traditionell orientierten Eltern nicht immer übereinstimmen. In ihrem viel beachteten Roman Crossings (1968) geht Stella Yang Copley, die ihre Arbeiten unter dem Namen Chuang Hua veröffentlichte, noch einen Schritt weiter und schreibt darüber, wie die jungen chinesischen Amerikaner ihrer Zeit ihre Liebespartner außerhalb der eigenen Minderheitengemeinschaft finden. Den Reiz, den der Multikulturalismus für junge chinesische Amerikaner ausübt, hat mehrfach auch Gish Jen beschrieben, etwa in The Love Wife (2004). Die erfahrungshungrige Heldin in ihrem Roman Mona in the Promised Land (1996) zieht es zum Judentum, woraufhin ihre verwirrte Mutter sich fragt, ob Mona als Nächstes schwarz sein möchte. In David Wong Louies Roman The Barbarians are Coming (2000) ist ein chinesischer Einwanderer, der seinen Sohn als künftigen Arzt sieht, verzweifelt, weil der lieber eine Kochschule besuchen möchte; was dem Vater als Wahl eines klassischen chinesischen Unterschichtberufes erscheint, ist für den Sohn ein westliches Lifestyle-Bekenntnis: es zieht ihn nämlich keineswegs in die Küche eines chinesischen Schnellrestaurants, sondern in die Haute Cuisine. Eine humoristische Behandlung des Generationengegensatzes bietet die als Tochter eines chinesischen Vaters und einer deutschen Mutter in Kalifornien geborene Sandra Tsing Loh in ihrem Buch Aliens in America (1997), dem Monolog einer irritierten Tochter, die das Gefühl nicht loswird, dass ihre Eltern von einem anderen Planeten kommen.

#### Identitätsfrage
Immer wieder werfen die chinesischen Einwanderer und ihre Nachkommen in ihren literarischen Arbeiten die Frage auf, wer sie eigentlich sind. Bereits eine der frühesten chinesisch-amerikanischen Autorinnen, Hazel Ai Chun Lin alias Hazel Lin, hat sich mit diesem Thema beschäftigt, etwa in ihrem autobiografischen Roman The Physicians (1951) über eine junge Frau, Enkelin eines berühmten Pekinger Arztes, die in den USA gegen den Willen ihres Großvaters westliche Medizin studiert. Die Protagonistin ihres zweiten Romans, The Moon Vow (1958), ist eine erfolgreiche Pekinger Ärztin, die Frauen liebt. Die Darstellung von Homosexualität war in der amerikanischen Literatur dieser Zeit noch durchaus ungewöhnlich.
Die Frage nach der Identität bewegt besonders die in den USA geborenen jüngeren Generationen, die bereits assimiliert sind, anders als z. B. die Afroamerikaner aber immer noch als Fremde wahrgenommen werden. Der Held in Shawn Wongs Debütroman Homebase (1979) ist ein chinesisch-amerikanischer Jugendlicher, dessen Vorfahren bereits seit der Zeit des Goldrausches in Kalifornien leben und dessen Interesse an seiner Herkunft und Identität erwacht, als er mit 15 Jahren zur Waise wird.
Eine große Rolle spielt in der chinesisch-amerikanischen Literatur die Auseinandersetzung mit den kulturellen Stereotypen, die im Westen die Wahrnehmung von Chinesen prägen. So hat Wong in seinem zweiten Roman, American Knees (1995), das Stereotyp vom asexuellen ostasiatischen Mann hinterfragt und erstmals in der amerikanischen Literatur einen chinesisch-amerikanischen Helden mit stupendem Sex-Appeal erschaffen; das Buch wurde 2006 als Spielfilm adaptiert (Americanese, Regie: Eric Byler, mit Chris Tashima). Westliche Asiaten-Stereotype stehen auch im Zentrum von Frank Chins Roman Gunga Din Highway (1994) über einen chinesisch-amerikanischen Schauspieler, der davon träumt, in Hollywood große Rollen zu spielen, aber nur schäbige kleine Asiatenchargen verkörpern darf. Den ersten Kriminalroman, in dem ein chinesischer Amerikaner ermittelt, hat übrigens 2000 Gus Lee publiziert (No Physical Evidence); 2007 folgte Ed Lin mit This is a Bust.
In dem Roman Tripmaster Monkey (1989) von Maxine Hong Kingston geht es um einen Schriftsteller, einen chinesischen Kalifornier der fünften Generation, der sich weder mit seinem chinesischen Erbe noch der von Stereotypen geprägten amerikanischen Mainstream-Kultur zu identifizieren vermag. Frank Chins 1991 veröffentlichter Roman Donald Duk handelt von einem elfjährigen Jungen, der in der Chinatown von San Francisco aufwächst. Donald empfindet seine chinesische Herkunft als peinlichen Makel und versucht vergeblich, sie abzuschütteln, lernt im Laufe der Handlung aber zu akzeptieren, wer er ist. Noch kritischer ist es um die Identität der Heldin in dem Roman Monkey King (1997) von Patricia Chao bestellt; darin geht es um eine junge chinesische Amerikanerin, deren Leben scheinbar perfekt ist, tatsächlich aber Erinnerungen an vertuschten sexuellen Missbrauch birgt. Immer wieder stellt auch Gish Jen die Identitätsfrage, etwa in ihrer Erzählung Who’s Irish? (2000), in der eine alternde chinesische Immigrantin über ihre assimilierte Tochter berichtet, die in eine irisch-amerikanische Familie eingeheiratet hat.
Gelegentlich – etwa in Alvin Lus Debütroman The Hell Screens (2000) und in Der Geist der Madame Chen (2005, engl. Saving Fish From Drowning) von Amy Tan – stellt sich die Frage nach der Identität auch in Geschichten, in denen chinesische Amerikaner China bereisen, ein Land, zu dem sie die Verbindung tatsächlich längst verloren haben.
Erst 2010 ist Jean Kwoks autobiografischer Debütroman Girl in Translation erschienen, der vom Doppelleben einer jungen Migrantin erzählt, die tagsüber eine hochbegabte Schülerin ist, abends, um ihre Familie zu unterstützen, aber in einem Sweatshop arbeiten muss. Das Buch gelangte in der Bestsellerliste der New York Times und wurde in viele andere Sprachen übersetzt.

#### Mutter-Tochter-Beziehungen

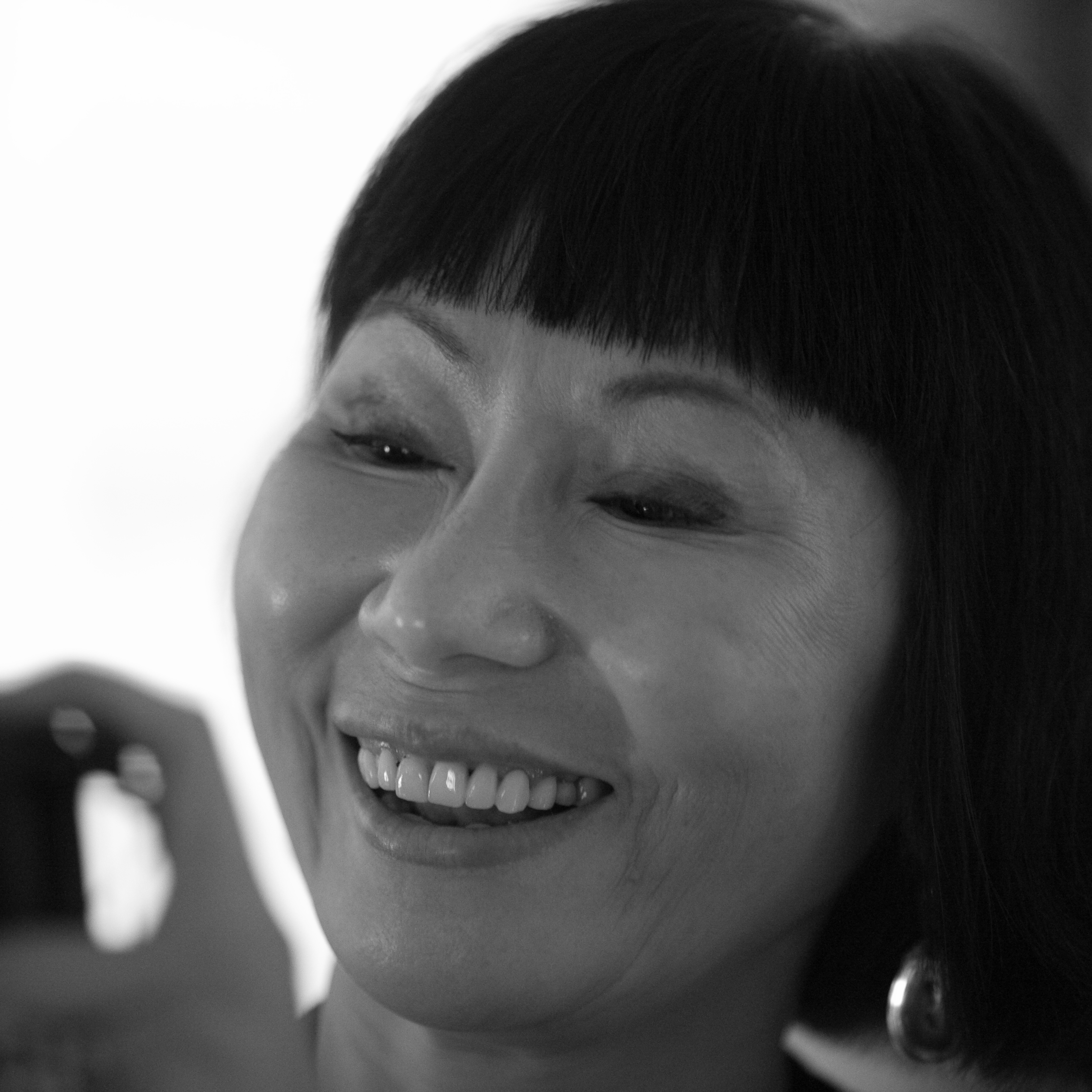
Die Romanschriftstellerin Amy Tan.

Aufgrund der unterschiedlich starken Assimilation der Generationen sind die Beziehungen zwischen Müttern und Töchtern in der chinesisch-amerikanischen Gemeinschaft oft besonders spannungsreich. Diese Mütter sind jedoch ein wichtiges Bindeglied zur chinesischen Tradition, die die Identität der Töchter entscheidend mitprägt. Die komplizierten Beziehungen zwischen chinesisch-amerikanischen Müttern und Töchtern sind ein zentrales Thema im Werk von Amy Tan. Bereits in ihrem Debütroman, Töchter des Himmels (engl. The Joy Luck Club, 1989), setzt sich das Hauptpersonal aus drei Müttern und ihren vier Töchtern zusammen. Wayne Wang hat das Buch als Spielfilm adaptiert (Töchter des Himmels, 1993), und eine von Susan Kim erarbeitete Bühnenversion wurde 1999 am New Yorker Pan Asian Repertory Theatre uraufgeführt. In ihren thematisch eng verwandten Romanen Die Frau des Feuergottes (engl. The Kitchen God’s Wife, 1991) und Die Tuschezeichnung (The Bonesetter’s Daughter, 2001) beschreibt Tan die Erkundungsreisen, die junge chinesische Amerikanerinnen in den Erinnerungsschatz ihrer – bis dahin als schwierig empfundenen – Mütter unternehmen. Auf der Grundlage eines Librettos von Amy Tan und Michael Korie hat Stewart Wallace Die Tuschezeichnung als Oper adaptiert und 2008 an der San Francisco Opera uraufgeführt. In Tans 1998 veröffentlichtem Roman Die hundert verborgenen Sinne (engl. The Hundred Secret Senses) dagegen steht nicht eine Mutter-Tochter-Beziehung, sondern das Verhältnis von zwei Halbschwestern im Vordergrund, von denen die eine in den USA geboren und vollständig assimiliert ist, während die andere aus China einreist und die Jüngere allerhand über ihre kulturellen Wurzeln lehrt, von denen diese bis dahin nichts hatte wissen wollen.
Auch in Fan Wus Roman Beautiful as Yesterday (2009) geht es um die Spannungen zwischen zwei unterschiedlich stark assimilierten Schwestern.

### Weitere Genres und Themen

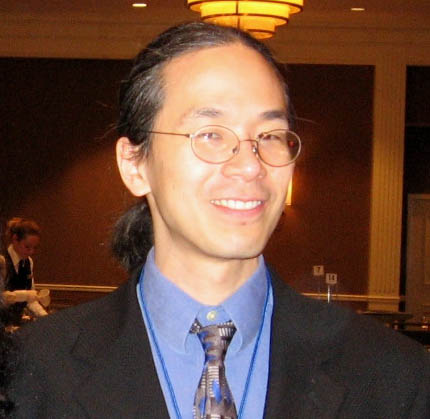
Der Science-Fiction-Autor Ted Chiang.

Die chinesisch-amerikanische Kulturerfahrung steht keineswegs immer im Vordergrund. Bereits in vielen von Diana Changs Romanen sind die Hauptfiguren, obwohl es auch hier meist um Identität geht, allesamt europäischstämmig (A Woman of Thirty, 1959; A Passion for Life, 1961; The Only Game in Town, 1963; Eye to Eye, 1974; A Perfect Love, 1978). Chinesisch-amerikanische Autoren sind heute in allen erdenklichen literarischen Genres beheimatet. So ist Kitty Tsui seit den 1980er Jahren mit lesbischen Erotika hervorgetreten (z. B. Breathless, 1996). Ted Chiang, der im Hauptberuf Informatiker ist, hat eine Reihe von Science-Fiction-Erzählungen veröffentlicht, von denen mehrere – z. B. Tower of Babylon (1990) – mit Literaturpreisen ausgezeichnet worden sind. Sowohl der Science-Fiction als auch dem Genre des medizinischen Thrillers ist Tony Chius 1998 publizierter Roman Positive Match zugerechnet worden; auch in dieser Geschichte gibt es keine chinesischen Hauptfiguren.
Dass die Literatur chinesisch-amerikanischer Autoren ganz andere Themen als die chinesisch-amerikanische Erfahrung behandeln kann, zeigt auch Patricia Chaos zweiter Roman Mambo Peligroso (2005), in dem es um die lateinamerikanische Tanzszene in New York geht. Der wegen seines Rassismus umstrittene Journalist Kenneth Eng hat 2005 einen Fantasyroman, Dragons, veröffentlicht, und von Eugie Foster gibt es seit demselben Jahr einen Band mit Vampirgeschichten, Inspirations End. Auch gegenwärtig sehr erfolgreiche Rebecca F. Kuang, die zunächst durch Fantasyliteratur mit chinesischen Figuren hervorgetreten war, hat mit Yellowface (2022) inzwischen einen Roman vorgelegt, dessen zentrales Thema, die Cancel Culture, mit der chinesisch-amerikanischen Erfahrung gar nicht mehr viel zu tun hat.

### Drama

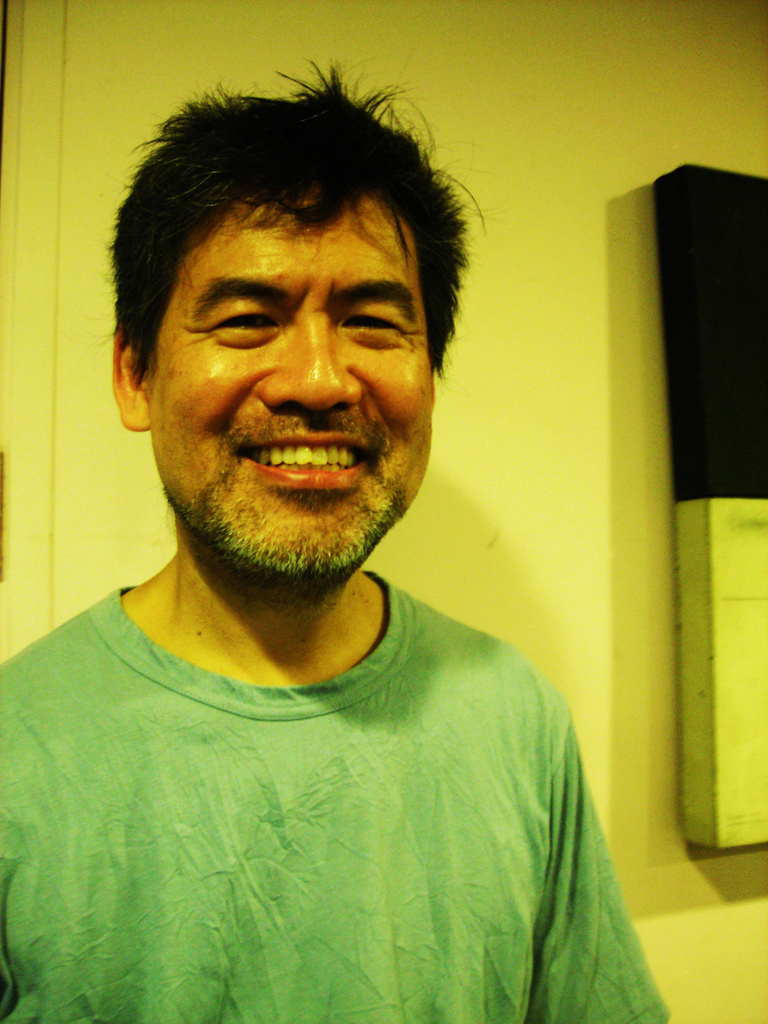
David Henry Hwang.

Chinesisch-amerikanische Bühnen und Schauspielensembles bestanden bereits in den 1960er Jahren, darunter z. B. die 1965 in Los Angeles gegründeten East West Players. Als Pionier der chinesisch-amerikanischen Dramatik gilt Frank Chin, der 1971 sein Erstlingswerk The Chickencoop Chinaman uraufführte. Seine zweite Arbeit, The Year of the Dragon, wurde 1974 am American Place Theatre in New York City uraufgeführt, einer von Tennessee Williams mitbegründeten Off-Broadway-Bühne, die es dem Stück ermöglichte, weit über die chinesisch-amerikanische Szene hinaus beachtet zu werden.
1973 entstand in San Francisco die Asian American Theater Company, und 1977 gründete Tisa Chang in New York City das Pan Asian Repertory Theatre, das auf moderne chinesisch-amerikanische Dramen und englische Übersetzungen asiatischer Meisterwerke spezialisiert ist.
1980 führte David Henry Hwang seine Debütarbeit F. O. B. – Fresh off the Boat auf. Das Stück handelt von den Gegensätzen und Konflikten zwischen etablierten chinesischen Amerikanern und frisch eingereisten Migranten und wurde mit einem Obie Award ausgezeichnet. Hwang schrieb viele weitere Bühnenstücke, darunter das Drama M. Butterfly (1990), für das er einen Tony Award erhielt und das David Cronenberg 1993 mit Jeremy Irons und John Lone zu einem gleichnamigen Film verarbeitete. 2002 trug Hwang auch ein neues Libretto für das Musical Flower Drum Song bei.
Die bedeutendste Frau unter den chinesisch-amerikanischen Bühnenautoren ist Elizabeth Wong, die preisgekrönte Stücke wie Letters to a Student Revolutionary (1991) und China Doll (1995) geschrieben hat. Weitere prominente chinesisch-amerikanische Dramatiker sind Alexander Woo (Forbidden City Blues, 2002) und Dan Kwong (Be Like Water, 2008). Gemeinsam mit dem Komponisten Doug Lackey schrieb C. Y. Lee (Autor des Romans Flower Drum Song) das Musical The Fan Tan King, das 2006 am Pan Asian Repertory Theatre uraufgeführt wurde.

### Lyrik
Die Lyrik hat in China eine jahrtausendealte Tradition und spielt darum auch in der chinesisch-amerikanischen Literatur eine bedeutende Rolle. Die englische Sprache erzwingt jedoch andere Ausdrucksformen als die von Tontalität geprägten und überaus homophonreichen chinesischen Sprachen und verlangt den Autoren damit eine kreative Anpassung ab. Zu den ersten chinesischen und chinesischstämmigen Autoren, die in den USA Gedichtbände veröffentlicht haben, zählen Chiang Yee (The Silent Traveller’s Hong Kong Zhuzhi Poems, 1972), Arthur Sze (The Willow Wind, 1972), Nellie Wong (Dreams in Harrison Railroad Park, 1977) und Fay Chiang (In the City of Contradictions, 1979).
Zu den erfolgreichsten chinesisch-amerikanischen Dichterinnen der jüngeren Zeit zählt Shirley Geok-lin Lim, die als Tochter eines chinesischen Vaters in Malaysia geboren ist und 1969 als Doktorandin in die USA kam, wo sie außer ihrem Memoirenband (Among the White Moon Faces, 1996) mehrere Gedichtbände veröffentlichte, darunter die Sammlung Crossing the Peninsula (1980), für die sie mit dem Commonwealth Poetry Prize ausgezeichnet wurde. In den 1980er Jahren debütierten mit Gedichtbänden auch Alan Chong Lau (Songs for Jadina, 1980), Diana Chang (The Horizon is Definitely Speaking, 1982), die später mit zwei American Book Awards ausgezeichnete Mei-mei Berssenbrugge (The Heat Bird, 1983), Cathy Song (Picture Bride, 1983), verheiratet mit dem Künstler Richard Tuttle, der Dichter und Kunstkritiker John Yau veröffentlichte Corpse and Mirror im Jahr 1983, sein erster Gedichtband Crossing Canal Steer erschien 1976, Li-Young Lee (Rose, 1986), Merle Woo (Yellow Woman Speaks, 1986), Marilyn Chin (Dwarf Bamboo, 1987), Wing Tek Lum (Expounding the Doubtful Points, 1987), Ha Jin (Between Silences, 1990) und Li-Young Lee (The City in Which I Love You, 1990). Zu den chinesisch-amerikanischen Autoren, die in der jüngsten Zeit mit Lyrikbänden in Erscheinung getreten sind, zählen Russell Leong (The Country of Dreams and Dust, 1993), Wang Ping (Of Flesh & Spirit, 1998), Stephen Liu (My Father’s Martial Art, 1999) und Tina Chang (Half-Lit Houses, 2004). Zu den wenigen chinesisch-amerikanischen Dichtern, die in beiden Sprachen schreiben, zählt Yibing Huang alias Mai Mang (Turtle, 2005).

### Kinder- und Jugendliteratur
Einer der ersten chinesisch-amerikanischen Kinderbuchautoren war Chih-Yi Cha, der 1943 das von Plato Chan illustrierte Bilderbuch Good Luck Horse veröffentlichte, das 1944 mit einer Caldecott Honor geehrt wurde. Die Geschichte handelt von einem einsamen Jungen im alten China, der aus Papier ein winziges Pferd fertigt, das durch Zauberei zum Leben erweckt wird. Ruthanne Lum McCunn und der Illustrator You-shan Tang publizierten 1983 ihr Bilderbuch Pie-Biter über einen chinesischen Einwanderer, der im 19. Jahrhundert beim amerikanischen Eisenbahnbau beschäftigt ist. Amy Tan schrieb die Bilderbücher The Moon Lady (1992) und Sagwa, the Chinese Siamese Cat (1994); die im China der Kaiserzeit angesiedelten Geschichten der Katze Sagwa erreichten ihr größtes Publikum durch eine Animationsfilmserie, die 2001–2002 von PBS ausgestrahlt wurde. Gretchen Schields hat beide Bücher illustriert.
Zu den bedeutendsten chinesisch-amerikanischen Kinderbuchautoren zählen Laurence Yep, Lisa Yee und Grace Lin. Laurence Yep, der für sein Gesamtwerk 2005 mit dem Laura Ingalls Wilder Award ausgezeichnet wurde, ist vor allem bekannt durch die Golden Mountain Chronicles, eine 9 Bände umfassende Erzählreihe, in deren Mittelpunkt das Schicksal einer chinesischen Familie steht, die Mitte des 19. Jahrhunderts nach Kalifornien ausgewandert ist; den Band Dragonwings hat Yep 1991 für das Berkeley Repertory Theatre als Bühnenstück adaptiert. Die erfolgreichste Arbeit von Lisa Yee ist eine kleine Trilogie, in der die Erfahrungen geschildert werden, die drei Elfjährige, darunter zwei mit chinesischer Abstammung, während eines Sommers in Kalifornien machen. Die drei Bände – Millicent Min, Girl Genius (2003), Stanford Wong Flunks Big-Time (2005), So Totally Emily Ebers (2007) – bieten die Perspektive jeweils eines der Kinder. Im Mittelpunkt von Grace Lins Büchern The Year of the Dog (2005) und The Year of the Rat (2007) stehen die Erlebnisse eines taiwanisch-amerikanischen Mädchens, das sich zwischen beiden Kulturen hin- und hergerissen fühlt. Für ihr 2009 veröffentlichtes Buch Where the Mountain Meets the Moon, das an eine traditionelle chinesische Volkssage angelehnt ist, erhielt Lin eine Newbery Honor. Weitere bekannte chinesisch-amerikanische Kinderbücher sind Sing to the Dawn (1975) von Minfong Ho, In the Year of the Bear and Jackie Robinson (1984) von Bette Bao Lord und der Fantasyroman Swordbird (2008) der erst 1993 geborenen Nancy Yi Fan. In seinem an Jugendliche adressierte Debütroman The Pacific Between (2006) erzählt Raymond K. Wong, der als Achtzehnjähriger aus Hongkong in die USA kam, frei seine eigene Geschichte nach.

## China-Literatur europäischstämmiger Autoren
Im allerweitesten Sinne umfasst der Begriff „chinesisch-amerikanische Literatur“ auch Arbeiten nicht-chinesischstämmiger amerikanischer Autoren, die mit China eng verbunden sind und aus dieser Vertrautheit schriftstellerisch geschöpft haben. Dies trifft z. B. für die Literaturnobelpreisträgerin Pearl S. Buck zu, die mehrere Jahrzehnte ihres Lebens in China verbracht und in ihren Arbeiten darüber erzählt hat. Anchee Min hat Buck den Roman Pearl of China (2010) gewidmet.

## Forschungsstätten
Ebenso wie andere amerikanische „Bindestrich-Literaturen“ (z. B. die afroamerikanische oder die jüdisch-amerikanische Literatur) wird die chinesisch-amerikanische Literatur gewöhnlich nicht im Rahmen der Amerikanistik, sondern in einer speziellen Philologie untersucht. Aus historischen Gründen – diese Philologien entstanden in den 1960er Jahren als Reaktion auf ein gewachsenes Interesse an nicht-westlichen Kulturen – fällt die wissenschaftliche Beschäftigung mit dieser Literatur eher in die Asian American Studies als in eine spezielle Fachrichtung Chinese American Studies. Bedeutende Studien- und Forschungsprogramme für chinesisch-amerikanische Literatur bestehen gegenwärtig u. a. an der Creighton University, Omaha sowie im Rahmen der Asian American Studies-Programme der San José State University, der University of California, Berkeley, der University of California, Santa Barbara, der New York University, der University of Wisconsin–Madison und der University of Illinois. Namhafte Experten sind King-Kok Cheung, Jinqi Ling, Marjorie Lee (alle drei University of California, Los Angeles), Marlon K. Hom (San Francisco State University), Sau-ling Cynthia Wong, Elaine H. Kim und Ling-Chi Wang (alle drei University of California, Berkeley). Das Asian American Studies Center der University of California, Los Angeles gibt seit 1971 die bis heute führende Fachzeitschrift Amerasia Journal heraus.
Auch an den großen Universitäten der Volksrepublik China und in Taiwan wird die chinesisch-amerikanische Literatur erforscht und studiert, z. B. an dem 2003 gegründeten Chinese American Literature Research Center der Peking-Universität. Der an der Universität Nanjing tätige Literaturwissenschaftler Zhang Ziqing zählt zu den Begründern der Chinese American Studies. Weitere Experten sind Wu Bing (Peking-Universität), Yingguo Xu (Nankai-Universität), Wang Guang-lin (Shanghai Institute of Foreign Trade), Shan Te-Hsing, Ho Wen-ching, Lee Yucheng (alle drei Academia Sinica) und Pin-chia Feng (National Chiao Tung University).